# Vytautas Sondeckis
Vytautas Sondeckis (* 9. Juni 1972 in Vilnius) ist ein in Deutschland lebender litauischer Cellist.

## Leben
Sondeckis ist der Sohn des Dirigenten und Hochschullehrers Saulius Sondeckis und der Cellistin und Professorin Silvija Sondeckienė. Ab seinem 5. Lebensjahr erhielt er Klavierunterricht und begann ein Jahr später Cello zu spielen. Sein Cellostudium begann er in Vilnius bei Romanas Armonas. Sondeckis absolvierte die Zentralmusikschule am Sankt Petersburger Konservatorium, wo er anschließend zwei Jahre bei Anatoli Nikitin studierte. Wegen des feuchten Wetters der russischen Stadt kehrte er zurück nach Litauen und wurde von seiner Mutter unterrichtet. 1990 absolvierte er Meisterkurse bei David Geringas, bei dem er ab 1993 an der Musikhochschule Lübeck studierte.
1991 gewann Sondeckis den Internationalen Adam-Cellowettbewerb in Neuseeland. Er konzertierte in Europa, Asien und Amerika.
Seite 1997 ist Sondeckis stellvertretender Solo-Cellist beim NDR Sinfonieorchester in Hamburg. Er spielt auch im Streichquartett „The G-Strings“ und arbeitet mit „EMI Elektrola“ und der deutschen Plattenfirma Naxos langfristig zusammen.

## Diskografie
Sondeckis hat einige CD-Aufnahmen. Bei Discorsi CD spielte er mit David Geringas (2009), mit dem Kammerorchester Litauens und andere. Vytautas Sondeckis hat auch die Musik des litauischen Komponisten Bronius Kutavičius eingespielt.